# Зелёная слепота

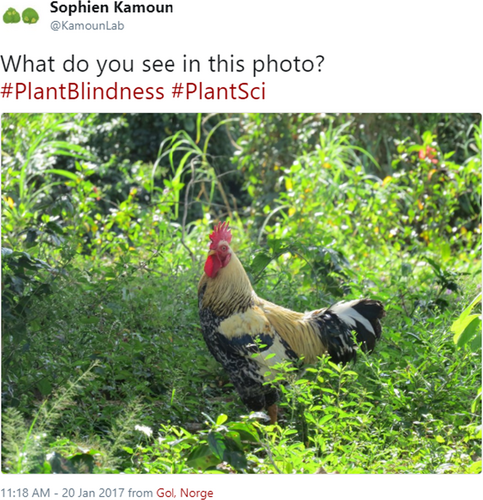
Биолог Софиен Камун из Туниса задаёт вопрос в Твиттере: «Что вы видите на этом фото?»

Растительная слепота (или зелёная слепота, «слепота к растениям») — форма когнитивного искажения, которая заключается в склонности человека игнорировать виды растений. Она подразумевает такие явления, как «незамечание» растений в окружающей среде, непризнание важности растительной жизни для биосферы и для человека, взгляд на растения как на низшую форму жизни по сравнению с животными, а также неспособность оценить уникальные особенности или эстетику растений.
Термин введён в конце 1990-х ботаниками Джеймсом Вандерзее и Элизабетой Шусслер, которые опубликовали научную статью в журнале The American Biology Teacher. Эта статья стала отправной точкой междисциплинарного исследования этой темы. Авторы утверждают, что слепота к растениям — это сложное явление, которое включает девять аспектов искажённого восприятия флоры; среди них:
- Вы считаете, что растения являются лишь фоном для жизни животных.
- Вы не имеете практического опыта выращивания и идентификации растений в своем географическом регионе.
- Вы не знаете, что растения занимают центральное место в ключевом биохимическом цикле — круговороте углерода.
- Вы не понимаете, что нужно растениям, чтобы оставаться живыми.
- Вы не осознаете важности растений для поддержания нашей жизнедеятельности.

## Причины возникновения

### Особенности человеческой природы
Экспериментально было показано, что пропускная способность зрительной системы человека значительно превышает пропускную способность человеческого мозга. Это означает, что из примерно 10 тысяч бит визуальных сигналов, ежеминутно воспринимаемой человеком, для полноценного восприятия доступны лишь 16. Отсюда возникает необходимость приоритизации входящих сигналов: предпочтение отдается информации о движущихся или знакомых объектах и восприятию цветов. Также важной является информация об объектах своего или близкого вида. В этом случае информация о растениях будет иметь крайне низкий приоритет (их биология далека от биологии человека, они неподвижны и имеют однородную окраску).

### Влияние культуры
Антропологические данные показывают, что в обществе, где растения наделяются важным религиозным или ритуальным значением, уровень зелёной слепоты значительно снижается.
К культурным особенностям, которые способствуют развитию растительной слепоты, относятся:
- Относительно небольшая доля учебной программы по биологии посвящена ботанике (на примере учебников по биологии в США)[6]
- Эволюция часто воспринимается как линейный однонаправленный процесс, вершиной которого является человек. Более сложные неиерархические концепции остаются за пределами общего представления об эволюции[8]
- Урбанизация снижает необходимость и частоту взаимодействия человека с растениями[3][8]
- Животные более представлены в культуре, чем растения: в форме героев литературных произведений, фильмов и мультфильмов, в качестве маскотов[6].